# Thomas de Monmouth
Thomas de Monmouth (fl. 1149 - c. 1173) fut un moine de l'Ordre de Saint-Benoît qui habitait dans le prieuré à la Cathédrale de Norwich pendant le douzième siècle. Il est l'auteur de Vita et Passione Sancti Willelmi Martyris Norwicensis, une hagiographie de Guillaume de Norwich que l'on considère le premier exemple documenté d'une accusation de meurtre rituel à l'encontre des Juifs. 
Gavin I. Langmuir argumente que Thomas de Monmouth est un historien peu fiable, suggérant qu'il avait fabriqué son récit. 